# Biblioteca de la Casa de Velázquez
La Biblioteca de la Casa de Velázquez es una biblioteca de libre acceso, especializada en temas hispanistas y que se encuentra en la Casa de Velázquez, en la Ciudad Universitaria de Madrid (España).
Tiene su origen en el establecimiento en 1909 del «Institut Français de Madrid» que a partir del 20 de noviembre de 1928 se instaló en la Monclóa madrileña, y cuyo edificio, destruido en 1936 durante la Guerra Civil Española en el transcurso de la Batalla de la Ciudad Universitaria, se reconstruyó en 1959 en su emplazamiento original.
En sus instalaciones, cuenta con más de 120.000 volúmenes y 1.600 títulos de revistas, aparte de otros materiales como mapas, fotos aéreas de la península ibérica (vuelos de 1956 y 1975), tesis en microfichas y un interesante fondo de libros antiguos publicados entre el siglo XVI y el año 1800, así como diversos manuscritos; todo ello en relación con las culturas española, portuguesa e hispanoamericana. Atesora los donativos del marqués del Saltillo (Miguel Lasso de la Vega), recibido en 1957, y de Ignacio Olagüe, con obras del siglo XVII, entre las que sobresalen las ediciones de Francisco de Quevedo.
Sus fondos se organizan en seis grandes secciones, Historia de España, Portugal y América Latina (época colonial); Literatura española; Pintura, escultura, cerámica, arquitectura, música, videoinstalaciones; Arqueología de la península ibérica, Francia y África del Norte; Ciencias sociales: antropología, etnología, economía y sociología; y Geografía. La biblioteca edita además la revista Mélanges de la Casa de Velázquez.